# 志村時恭
志村 時恭（しむら ときもり、宝暦2年6月9日（1752年7月19日） - 享和2年5月24日（1802年6月23日））は、江戸時代中期から後期にかけて活躍した仙台藩の儒学者。
陸奥国江刺郡（現岩手県）羽黒堂村中山の出身。兄は志村實因（五城）、弟は志村弘強（蒙庵）で、兄弟三人とも儒学者として江戸時代中期から後期にかけて活躍し、志村三珠樹と称された。字（あざな）は仲敬（ちゅうけい）。別号に東嶼（とうしょ）、東洲。
医師で儒学者の河島潤安に学び、神田湯島に設立された江戸幕府直轄の教学機関である昌平黌で舎長まで務め、寛政元年（1789年）仙台藩の大番士、次いで仙台藩儒員に任ぜられる。仙台藩の儒学者で、刑法思想の根本原理を論じた『無刑録』の著者、芦東山とも交流があった。
享和2年（1802年）に51歳（数え年）で死去。
時恭（東嶼）の子で、儒学者の志村時敏（別号：文翠）には子がいなかった。そこで、時敏（文翠）は、弘強（蒙庵）の長男で、形式的には實因（五城）の孫にあたる利安の子の志村時福（ときよし）を養子に迎え入れている。このため、志村三兄弟の血筋は、實因（五城）系と時恭（東嶼）系が存在するが、いずれも末弟の弘強（蒙庵）の血筋である。
来孫には、東京工業大学名誉教授の志村正道がいる。

## エピソード
- 寛政8年（1796年）、当時の鎖国下の日本において、清国の漁船が、仙台藩領の陸奥国本吉郡大室浜（現 宮城県石巻市北上町十三浜）に漂着した際、取り調べのため、大室浜へ派遣されている。当時の東アジアは漢字文化圏で、漢字による筆談が可能だったため、志村らは乗組員たちと4ヶ月にわたって筆談によるさまざまな問答を交わしており、「我が国は魚がとても美味しいが、貴国で美味しい海産物は何か？」といった質問もしている[1][2]。

## 著書
- 『大學三綱領講義』（宮城県図書館古典籍類所蔵資料）